# フィットニア
フィットニア（学：Fittonia）は、キツネノマゴ科に含まれる属の一つ。または、フィットニア属に含まれる植物の総称。アミメグサ属とも呼ばれる。近縁種にはキツネノマゴやヒポエステスがある。

## 特徴
南アメリカのペルーが自生地及び原産地で、草丈20～30ｃｍほどの小型の多年草である。本属の最大の特徴は、葉の葉脈が白、もしくは赤色になり、細かい網目状になっている点である。その姿の特異性から観葉植物として品種改良などがなされている。最も多く栽培される種は、フィットニア・アルヴェンシス（Fittonia albivenis）を親とした変種や園芸品種である。赤道にほど近いジャングルなどが原産の為、耐暑性には優れるが、耐寒性には乏しく、冬の栽培は何かしらの対策が必要。花言葉は「デリケートな心」「羨望」。開花は稀で栽培下で花を咲かせることは滅多に無い。

## 栽培方法
植え付け植え替えは、5～8月に行う。施肥は5月頃から始め生育期の終わりごろまで継続的に速効性液体肥料を2週間に一度の頻度で与えておけば成育が良くなる。直射日光を嫌うので日陰で育てると良い。基本的には屋内、温室で栽培をする。夏季は葉水を定期的に行うと水切れによる葉焼けを防げる。冬季は氷点下の環境に置かないようにしておくと良い。

## 名称について

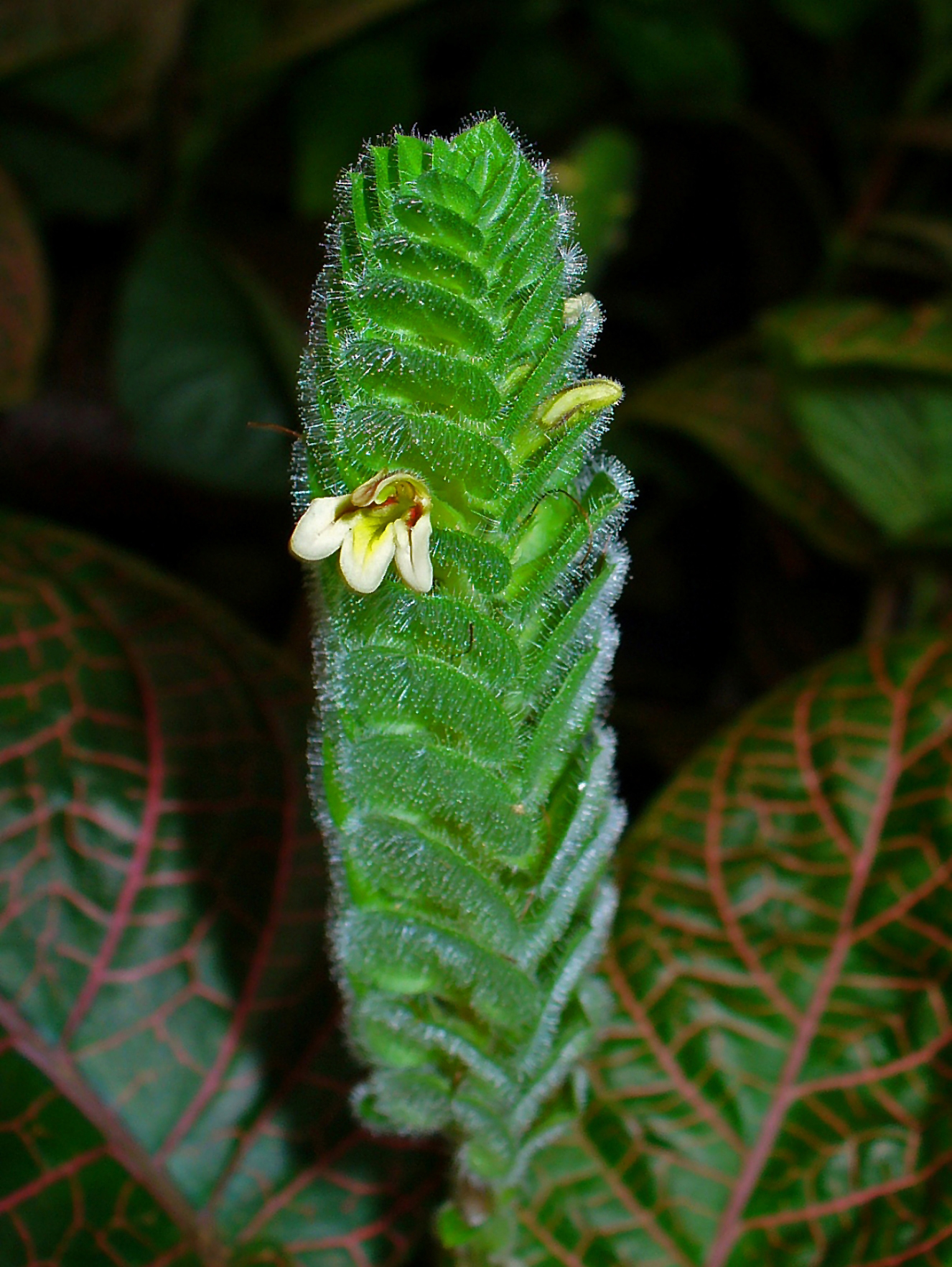
花はロベリアに似る

属名 Fittonia は、イギリスの両女史M．フィットンに因むとされている。

## 下位分類
フットニア属は2種のみが含まれる小さな属であるが、変種は複数種が認められる。参照元はこちら。
- フィットニア・アルヴェンシス

（Fittonia albivenis）
- シロアミメグサ

（Fittonia albivenis ‘Argyroneura’）
葉は卵形から楕円形で、暗緑色地に赤色の網目模様が入る種である。
- ベニアミメグサ

（Fittonia albivenis ‘Verschaffeltii’）
葉は卵形から楕円形で、暗緑色地に白色の網目模様が入る種である。
- サニー・イエロー

（Fittonia albivenis ‘Argyroneura Sunny Yellow’）
シロアミメグサの園芸種で網目模様は黄色になる。
- フィットニア・ギガンテア

　（Fittonia gigantea）